# Blue Impulse
Blue Impulse (ブルーインパルス, Burū Inparusu) (actuellement 11e Escadron de la 4e Escadre Aérienne, précédemment 21e Escadron de la 4e Escadre Aérienne) est l'équipe de démonstration acrobatique de la Force aérienne d'autodéfense japonaise (JASDF). L'équipe a été fondée en 1960 en tant qu'équipe de six F-86 Sabre. Ils ont changé d'appareils pour le Mitsubishi T-2 en 1980, puis pour le Kawasaki T-4 en 1995. Ils sont basés à la base aérienne de Matsushima, qui a été gravement endommagée par le séisme et le tsunami de Tōhoku en 2011.

## Histoire
La première équipe de voltige japonaise non officielle a été formée en 1958 sur la base aérienne de Hamamatsu, pilotant des North American F-86F Sabres construits par Mitsubishi sans schéma de couleurs spécial, dissous après quatre démonstrations.
En 1959, les Thunderbirds de l'USAF ont visité le Japon et ont inspiré les commandants de la JASDF à créer une équipe officielle de voltige. En 1960, la nouvelle équipe a été formée sur la base aérienne de Hamamatsu avec cinq F-86F du 2e escadron, dont trois pilotes provenaient de l'équipe de 1958.
La première démonstration de l'équipe « Tenryū » (du nom de la rivière Tenryū près de la base aérienne) a eu lieu le 4 mars 1960 à Hamamatsu. Le nom s'est avéré difficile à prononcer dans les langues occidentales, donc l'équipe a été rebaptisée Blue Impulse. Les avions étaient équipés de générateurs de fumée utilisant cinq couleurs différentes pour chaque avion : blanc, rouge, bleu, vert et jaune et peints en argent, bleu clair, bleu et rose ; sur l'avion du leader, le bleu est remplacé par de l'or. Plus tard, en 1961, les cinq avions reçurent une peinture spéciale, globalement blanche avec des éclairs bleus.

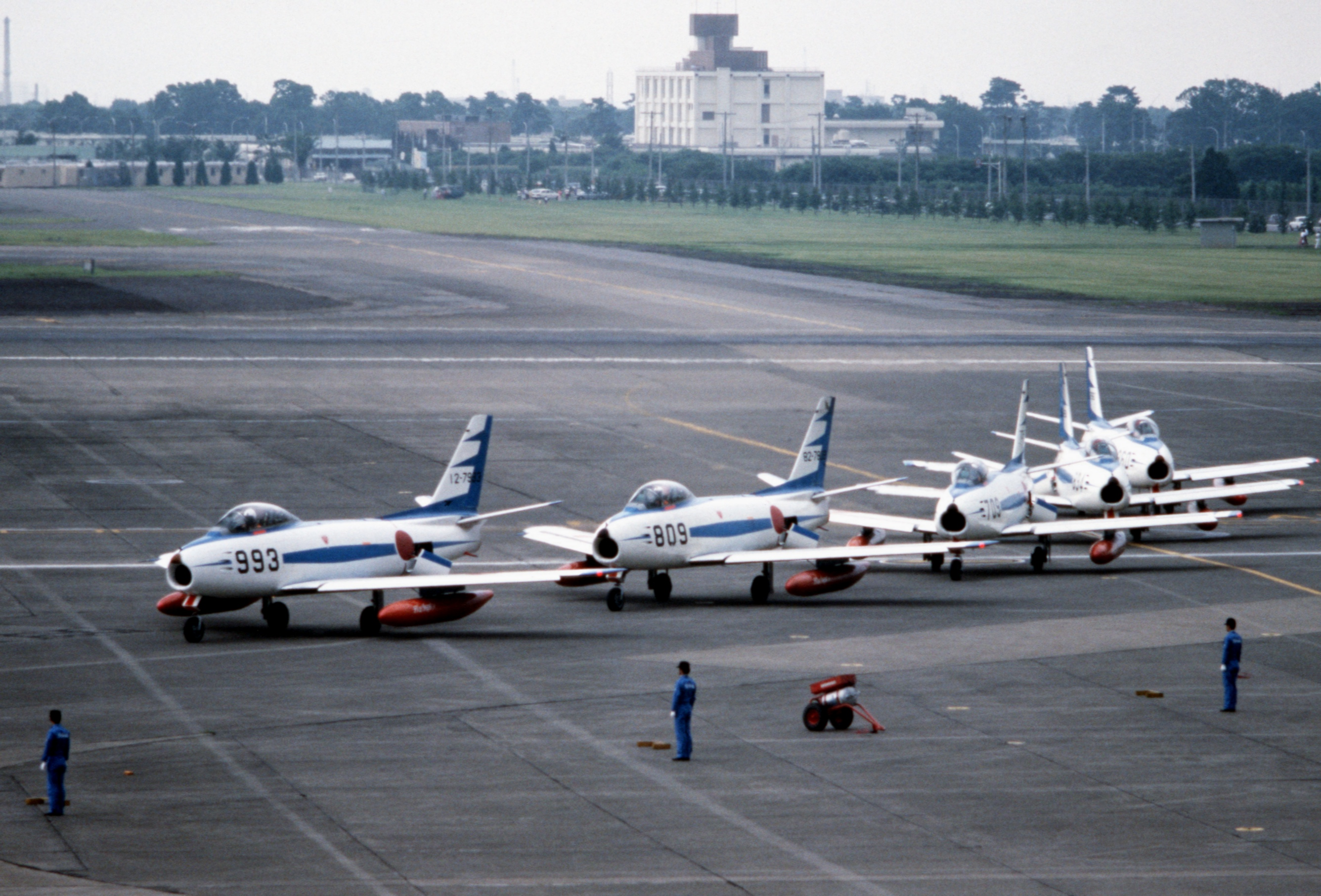
F-86 Blue Impulse à Yokota AB, 1981

En 1964, Blue Impulse se produit à l'ouverture des Jeux olympiques d'été de 1964 à Tokyo, dessinant les anneaux olympiques dans les airs avec de la fumée colorée. En 1970, lors de l'ouverture de l'Expo '70 à Osaka, l'équipe a dessiné « Expo '70 » dans les airs.
En février 1982, après 545 démonstrations aériennes, Blue Impulse a remplacé les Sabres par des avions d'entraînement Mitsubishi T-2, effectuant leur premier spectacle avec le nouvel avion le 25 juin 1982 sur la nouvelle base aérienne de l'équipe à Matsushima.
À l'Expo '90 d'Osaka, Blue Impulse s'est produit lors de l'événement d'ouverture et a dessiné le logo « Expo '90 » dans les airs.
La dernière performance de l'équipe avec le Mitsubishi T-2 remonte à décembre 1995, après 175 démonstrations avec ces avions. Le nouvel avion Blue Impulse est devenu l'avion d'entraînement Kawasaki T-4 de construction japonaise, et le premier spectacle avec ces avions a eu lieu le 5 avril 1996.
En 1997, l'équipe a fait ses premiers débuts à l'étranger lors du spectacle aérien de la base aérienne de Nellis, au Nevada, aux États-Unis .
En 1998, Blue Impulse s'est produit aux Jeux olympiques d'hiver de Nagano, au Japon.
Blue Impulse s'est également produit lors de la Coupe du Monde de la FIFA 2002 ; le 4 juin 2002, ils se sont produits lors de l'ouverture du match Japon contre Belgique.
Le 11 mars 2011, la base aérienne de Matsushima, où Blue Impulse était basée, a subi de lourds dégâts à la suite du tremblement de terre et du tsunami de Tohoku. Comme la veille, l'avion et l'équipage s'étaient rendus à la base aérienne d'Ashiya à Fukuoka pour se produire lors de la cérémonie d'ouverture du Shinkansen de Kyushu, l'équipe a échappé aux dommages causés par la catastrophe. Alors que l'équipage continuait d'être basé à Matsushima pour aider aux efforts de récupération, il devait se rendre dans d'autres bases pour s'entraîner au vol pendant que Matsushima subissait des réparations.
Le 30 mars 2013, le Blue Impulse est retourné entièrement à la base aérienne de Matsushima après l'achèvement des réparations et des mesures anti-tsunami.

## Aéronef

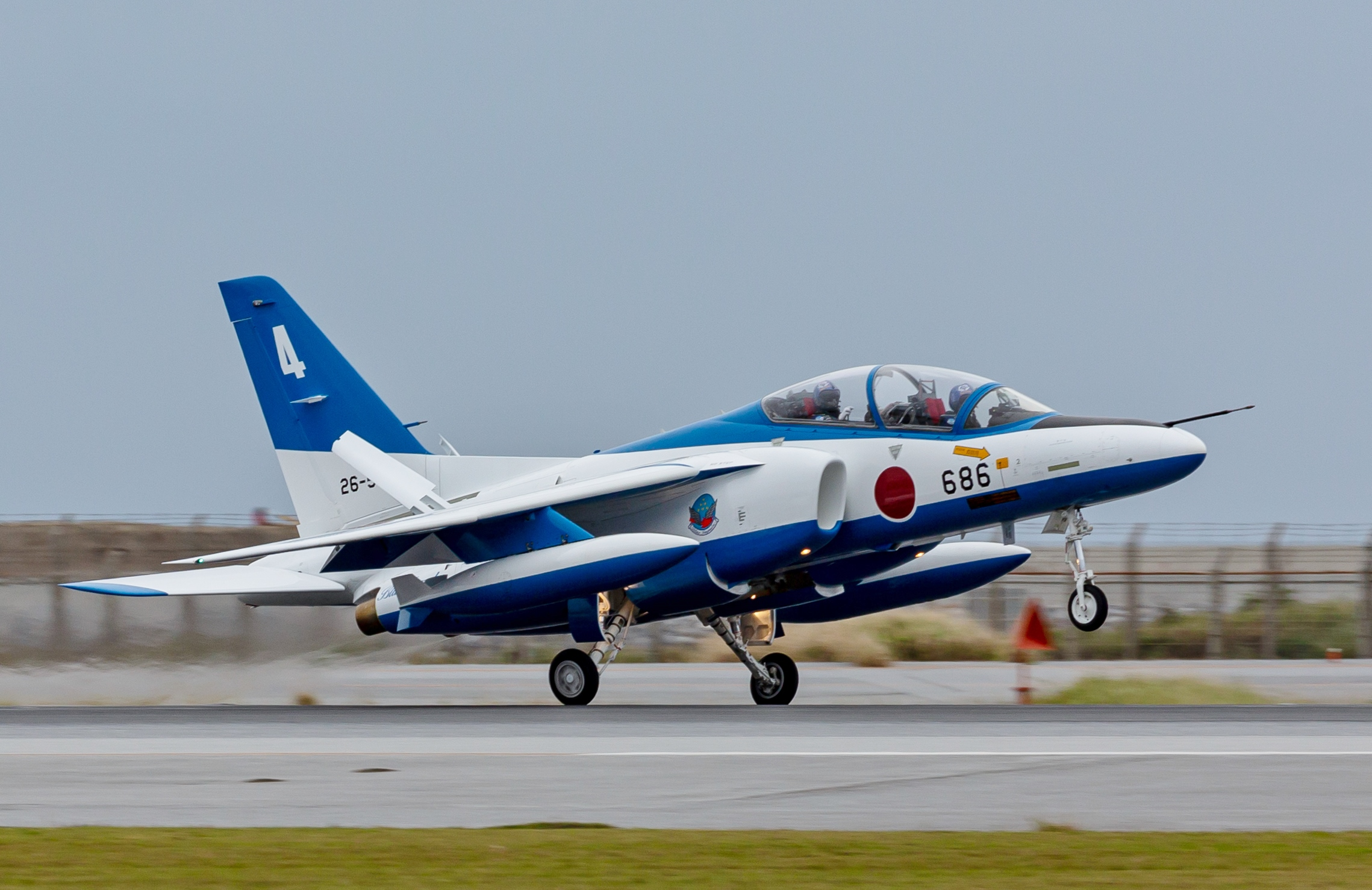
Atterrissage du Blue Impulse T-4 au salon aéronautique de Naha 2018

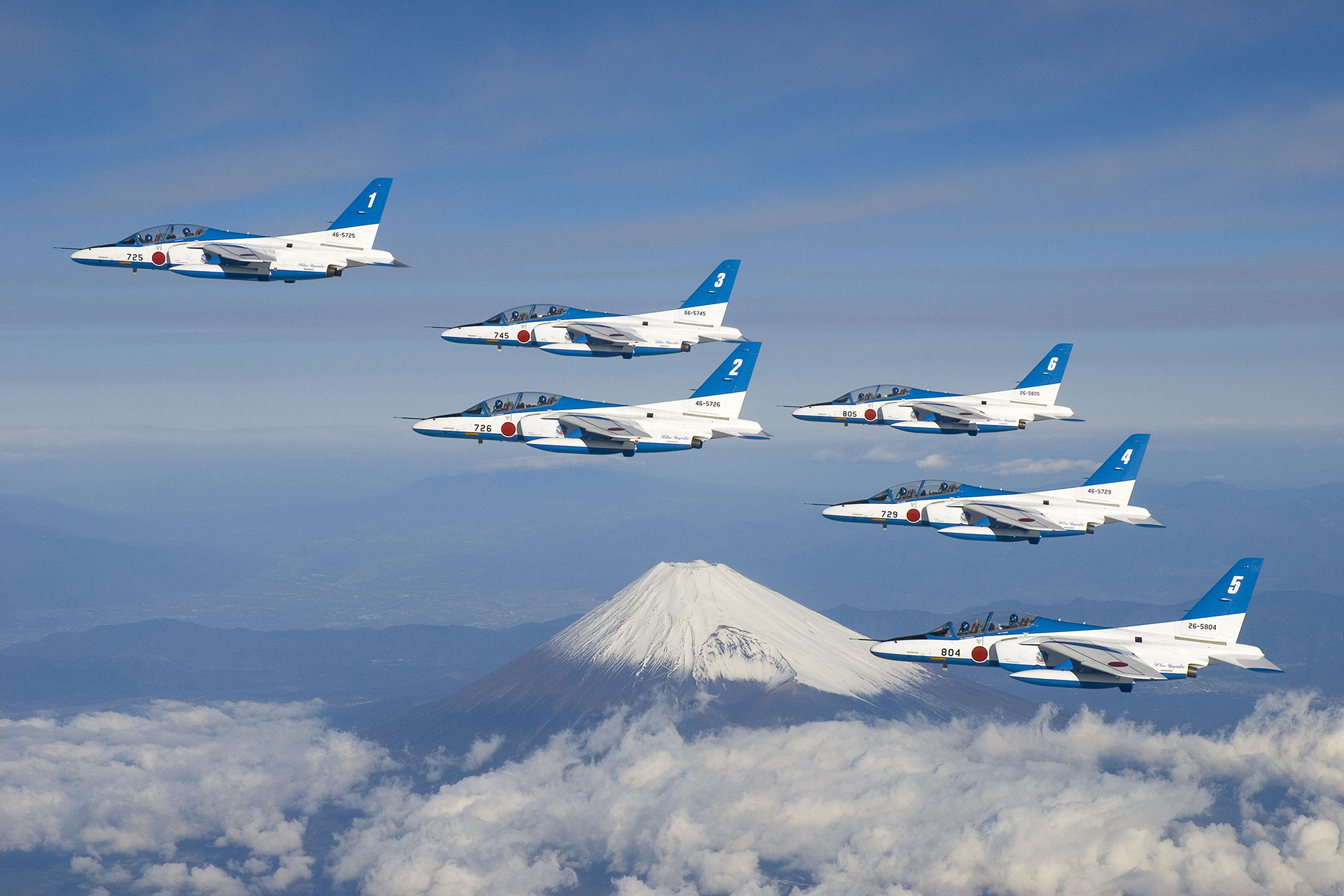
Les T-4 Blue Impulse en 2017

| Aéronef                    | Origine    | En service | Service            | colonne de référence                                              |
| -------------------------- | ---------- | ---------- | ------------------ | ----------------------------------------------------------------- |
| Sabre F-86F nord-américain | États-Unis | 34         | 1960–1981          | Section de recherche technique du JASDF. Formation de 5 avions.   |
| Mitsubishi T-2             | Japon      | 11         | 1982–1995          | 4 AW 21 m² Section de recherche technique. Formation de 6 avions. |
| Kawasaki T-4               | Japon      | 11         | 1995 à aujourd'hui | 4 AW 11 m² Formation de 6 avions.                                 |

## Accidents et incidents
Données de :
21 juillet 1961
Le F-86F-40 Sabre, 02–7976, s'est écrasé lors d'un entraînement acrobatique dans la mer, près du cap Irago, Tahara, Aichi . Le pilote, le major Katou Matsuo, a été tué.
24 novembre 1965
Le F-86F-40 Sabre, 02–7975, a décroché aérodynamiquement et s'est écrasé près de l'extrémité ouest de la piste de la base aérienne de Matsushima lors d'un entraînement acrobatique. Le premier lieutenant Joumaru a été tué dans l'accident.
4 novembre 1972
Le F-86F-40 Sabre, 72–7773, s'est écrasé sur ou près de la rivière Iruma, alors qu'il revenait à la base après un vol de démonstration. Le premier lieutenant Kaneko s'est éjecté en toute sécurité à 700pieds.
14 novembre 1982
Le T-2B Blue Impulse n° 4, 19-5174, s'est écrasé lors d'une manœuvre d'explosion de bombe vers le bas lors d'un affichage aérien à Hamamatsu, n'ayant pas réussi à remonter à temps et s'est écrasé dans un immeuble résidentiel près de l'aérodrome. Le pilote a été tué, ainsi que 10 personnes au sol, et 13 autres ont été blessées. L'avion a également endommagé 28 maisons civiles et environ 290 voitures. Cet accident a interrompu les représentations pour le reste de l'année.
4 juillet 1991
Au-dessus de l'océan Pacifique, les T-2A, 59-5112 et T-2B, 19-5172, (#2 et #4), sont entrés en collision lors d'un vol d'entraînement après avoir volé dans le brouillard marin près du mont Kinka, dans la préfecture de Miyagi, provoquant la suspension des vols de démonstration pendant un an. Le capitaine Hamaguchi Seiji et le capitaine Shikichi Yutaka ont tous deux été tués.
4 juillet 2000
Les avions n° 5 et n° 6 sont entrés en collision à environ  À l'est de la base aérienne de Matsushima, coûtant la vie à trois membres de l'équipe.
20 mars 2002
Un T-4 a été victime d'une collision avec un oiseau .
14 octobre 2006
Le T-4 #5 a subi une collision avec un oiseau à Gifu AB lors d'un entraînement pour un spectacle aérien, mais a atterri en toute sécurité.
29 janvier 2014
Deux Blue Impulse T-4 sont entrés en collision lors d'un vol d'entraînement à quatre appareils 45 mi (72,42048 km) depuis la base aérienne de Matsushima, les deux avions ont atterri en toute sécurité sans aucun blessé. L'avion du Leader (#1) a eu le nez endommagé, tandis que l'autre avion impliqué, #2, a perdu la moitié de son stabilisateur horizontal gauche.